# Martin Flach l'Ancien
Martin Flach l'Ancien, né au milieu du XIVe siècle à Küttolsheim et mort le 26 novembre 1500 à Strasbourg, est un imprimeur strasbourgeois.

## Biographie
On sait qu'il a été apprenti chez Johannes Mentelin et Adolf Rusch. Il devient bourgeois de Strasbourg en 1472, et ouvre son propre atelier en 1487.
Les estampes antérieures à 1487 qui lui sont attribuées étaient en fait de Martin Flach (de) (1440/1445-v. 1510), imprimeur bâlois, avec lequel il a été confondu par certains historiens.
Il est l'auteur d'environ 70 estampes, principalement sur des sujets théologiques, sermons et écrits de religieux et théologiens (Albert le Grand, Augustin d'Hippone, Bonaventure de Bagnoregio, Thomas d'Aquin).

## Publications (non exhaustif)
- Sermones thesauri novi quadragesimales, 1487, réimpressions en 1488 et 1491
- Sermones thesauri novi de tempore, 1487, réimpressions en 1488, 1491, 1493 et 1497
- Sermones thesauri novi de sanctis, 1489, réimpressions en 1491, 1493 et 1497
- Confessionale Antonini archiepiscopi Florentin, 1488, réimpressions en 1490, 1492, 1496 et 1499